# Александър Панов (литературовед)
Вижте пояснителната страница за други личности с името Александър Панов.
Александър Асенов Панов е български филолог, литературен историк, преподавател, професор; автор на учебници и издател.

## Биография
Завършва българска филология в Софийския държавен университет (1978). Докторант (от 1979), литературен сътрудник (1982), научен сътрудник II ст. (1986), научен сътрудник I ст. (1990), ст.н.с. II ст. (2004) в Института за литература при БАН. Доктор с дисертация на тема „Жанрове на българската лирика на прелома между ХIХ и ХХ столетие (Очерк по историческа поетика)“ (1983). Доктор на филологическите науки с дисертация на тема „Художествена система на Ботевата поезия“ (2011).
Хоноруван преподавател в Софийския университет „Климент Охридски“ и Шуменския университет „Еп. Константин Преславски“.
Собственик на издателствата „Александър Панов“, „Диоген“ и „Ирис“.

### Книги
- Теория на литературата. Архив на оригинала от 2011-10-30 в Wayback Machine. София: Просвета и ИК Ал. Панов, 1995, 240 с. (2. изд., 2000).
- Културни проблеми на българското литературно развитие. София: ИК Ал. Панов, 1997, 240 с.
- Поезията на Христо Ботев. т. 1 – „Художествена система на Ботевата поезия“; т. 2 – „Песни и стихотворения“ от Христо Ботев – структура, основни сюжети и символични образи“. София: УЦ „Диоген“ и ИК „Александър Панов“, 2012.[2], [3], [4]

### Учебници
- Учебник по литература за 8 клас / Александър Панов, Валери Стефанов. София: Анубис, 2001, 352 с.
- Учебник по литература за 10 клас / Александър Панов, Валери Стефанов, Младен Влашки. – София: Диоген, 2001, 384 с.
- Учебник по литература за 11 клас / Александър Панов, Валери Стефанов. – София: Анубис, 2001. – 384 с.
- Учебник по българска литература за 10-и клас / Мариана Христова, Елка Константинова. София: Сиела, 2001, 220 с.
- Матура по литература / Александър Панов, Валери Стефанов. София: ИК Диоген, 2002, 152 с.
- Изкуството да пишем / Александър Панов, Валери Стефанов. София: ИК Диоген, 2004, 112 стр.
- Изпитът по литература за кандидатстване в СУ „Св. Климент Охридски": Учебно помагало за 11-12 кл. / Александър Панов. София: ИК Диоген, 2005, 110 с.
- Всички знания за Държавния зрелостен изпит по български език и литература / Александър Панов, Андреана Ефтимова. София: ИК Диоген, 2006, 112 с.
- Литература: За 5 клас / Александър Панов, Младен Влашки. София: Диоген, 2006, 192 с.
- Трансформиращ преразказ: Учебно помагало за 7 клас. София: ИК Диоген, 2006, 112 с.
- Всички знания за Държавния зрелостен изпит по български език и литература / Александър Панов, Андреана Ефтимова. София: ИК Диоген, 2007, 144 с.
- Основни проблеми в българската литература / Александър Панов, Валери Стефанов. София: ИК Диоген, 2007, 144 с.
- Учебник по литература за 6. клас / Александър Панов и др. София: ИК Диоген, 2007.
- Учебник по литература за 6. клас/ Александър Панов, Валери Стефанов, Младен Влашки. София: ИК Диоген, 2017.
- Учебник по български език за 8. клас/ Александър Панов, Жанета Златева. София: ИК Диоген, 2017, 176 с.
- Учебник по литература за 8. клас/ Александър Панов, Валери Стефанов, Младен Влашки. София: ИК Диоген, 2017, 424 с.
- Учебник по български език за 9. клас/ Александър Панов. София: ИК Диоген, 2018, 110 с.
- Учебник по литература за 9. клас/ Александър Панов, Младен Влашки. София: ИК Диоген, 2018, 294 с.
- Учебник по български език за 10. клас/ Александър Панов. София: ИК Диоген, 2019, 120 с.
- Учебник по литература за 10. клас/ Александър Панов. София: ИК Диоген, 2019, 400 с.